# گورستان حدگان سفلی
قبرستان حدگان سفلی در شهرستان خاش، بخش ایرندگان، دهستان ایرندگان، ۲۰ متری شمالشرق روستای حدگان سفلی واقع شده و این اثر در تاریخ ۲ مرداد ۱۳۸۷ با شمارهٔ ثبت ۲۳۰۷۷ به‌عنوان یکی از آثار ملی ایران به ثبت رسیده است.